# 門羅縣 (賓夕法尼亞州)
門羅縣（英語：Monroe County）是美國賓夕法尼亞州東部的一個縣，東隔特拉華河與新澤西州相望。面積1,599平方公里。根據美國2000年人口普查，共有人口138,687。縣治斯特勞茲堡。
成立於1836年4月1日，縣名紀念第五任總統詹姆斯·門羅。